# Гундахар
Гундахар (на латински: Gundaharius; Gundahar, Gundohar, Gundihar, Guntiar; † 436) е вожд и крал на бургундите през 5 век.

## Произход и управление
Той е син на крал Гибика.
Гундахар резидира близо до Вормс. През 436 г. Бургундското кралство е нападнато от хунските помощни войски на римския военачалник Флавий Аеций. Гундахар пада убит, кралството е разрушено и остатъкът на неговия народ е заселен от римляните на Горна Рона. Наследен е на трона от синовете си Гундиох и Хилперих I.
Той е споменат в Песента за Нибелунгите като Гунтер.